# Épithélium
Les épithéliums sont des tissus constitués de cellules étroitement juxtaposées (ou jointives), sans interposition de fibres ou de substance fondamentale (en microscopie optique, ce qui les distingue des tissus conjonctifs).
Les cellules sont associées les unes aux autres grâce à des jonctions intercellulaires. Les épithéliums ne sont pas vascularisés, à l'exception des stries vasculaires (cochlée, production de l'endolymphe).
L'apport des nutriments et l'export des déchets se font en relation avec le tissu conjonctif sous-jacent, par l'intermédiaire d'une lame basale (d'épaisseur variant entre 50 et 100 nanomètres) sur laquelle repose tout épithélium (si un tissu a des cellules jointives, mais pas de lame basale, ce n'est pas un épithélium, exemple : épendymocytes).

Dans ce type de tissu, les cellules sont souvent polarisées (les deux extrémités opposées sont morphologiquement et biochimiquement différentes), bien qu'il existe quelques épithéliums où cette polarité est difficile à distinguer (tissu hépatique). On distingue la région apicale de la cellule, présentant de nombreuses microvillosités à sa surface, de la région basale qui elle, est accolée à la lame basale.
Les épithéliums remplissent deux fonctions physiologiques non exclusives l'une de l'autre : fonction de revêtement et fonction glandulaire.
La présence spécifique de filaments intermédiaires de cytokératine permet leur identification par des méthodes immunohistochimiques.

## Épithéliums de revêtement
Ils marquent une bordure entre un tissu, souvent un tissu conjonctif, et :
- l'air ambiant (exemple : l'épiderme) ;
- une cavité intérieure. Dans ces cavités on distingue :
  - les cavités ouvertes à l'extérieur ; l'épithélium repose alors sur un tissu conjonctif appelé lamina propria, et l'organe formé par ces deux tissus est appelé muqueuse,
  - les cavités fermées. Les cavités séreuses sont tapissées d'un épithélium pavimenteux simple appelé mésothélium ; la cavité circulatoire est tapissée d'un épithélium pavimenteux simple appelé endothélium qui formera, avec un tissu conjonctif, l'intima.

### Organisation tissulaire

#### Critères de classification
Les épithéliums sont d'abord classés en fonction du nombre de couches de cellules dont ils sont composés, puis de la forme de ces cellules.

##### Les épithéliums simples
Les épithéliums simples sont formés d'une seule couche de cellules. On en distingue quatre types.
- L'épithélium simple cuboïde est composé de cellules qui sont aussi larges que hautes, avec un noyau central. C'est celui qui recouvre les voies biliaires et les canaux pancréatiques, notamment.
- L'épithélium simple prismatique est quant à lui constitué de cellules qui sont plus hautes que larges, avec un noyau situé au tiers basal. Il tapisse, par exemple, la majorité du tube digestif et la vésicule biliaire.
- L'épithélium simple squameux est plutôt composé de cellules plus larges que hautes, dont le noyau est aplati latéralement. On le retrouve notamment sur la paroi des alvéoles pulmonaires.
- L'épithélium simple pseudostratifié est formé de cellules de hauteur variable qui n'atteignent pas toutes la surface apicale de l'épithélium. Il tapisse notamment la majeure partie des voies respiratoires supérieures.

##### Les épithéliums stratifiés
Les épithéliums stratifiés sont composés de plusieurs couches de cellules. Dans ce cas, on ne caractérise que la forme des cellules de la couche apicale.
- L'épithélium stratifié squameux est constitué de plusieurs couches de cellules cuboïdes ou prismatiques, recouvertes d'une couche de cellules squameuses. L'épiderme est formé de ce type d'épithélium.
- L'épithélium stratifié cuboïde est généralement formé de deux couches de cellules cuboïdes. Relativement rare, il tapisse les conduits de certaines grosses glandes, comme les glandes sudoripares.
- L'épithélium stratifié prismatique est quant à lui composé d'une couche apicale de cellules prismatiques, qui recouvre des couches formées d'autres types de cellules. Rare lui aussi, on le retrouve entre autres dans le pharynx.

##### Spécialisations membranaires
Les spécialisations membranaires permettent à la cellule épithéliale de s'adapter à une fonction spécialisée. Certaines permettent d'accroître la surface membranaire. C'est le cas des microvillosités, des stéréocils, des replis basolatéraux et des plaques membranaires.

##### Spécialisation cellulaire
La spécialisation cellulaire ou différenciation apicale peut s'observer en distinguant généralement les microvillosités (amorphes), des cils vibratiles situés dans l'escalator mucociliaire ainsi que dans l’épithélium des trompes utérines, participant notamment aux mouvements péristaltiques. Les stéréocils sont une variante du plateau strié (plus longs, environ 5 à 10 micromètres), les deux étant des microvillosités et ayant respectivement des rôles de sécrétion et d'absorption.

##### Fonctions de l'épithélium
- Mouvement : certaines cellules épithéliales sont munies de cils qui battent de façon synchrone et permettent, par exemple, de faire remonter le mucus vers les voies aériennes supérieures de l'appareil respiratoire.
- Échanges : la présence de plateaux striés, de microvillosités banales permet à certaines cellules intestinales de multiplier leur surface d'échange par 20, atteignant ainsi 200 m2 de surface, ce qui facilite la captation des nutriments par les cellules épithéliales.
- Protection chimique : le mucus qui recouvre certains épithéliums et la kératine qui remplit le cytoplasme des cellules kératinisées confèrent tous deux une fonction de protection chimique à l'épithélium.
- Protection mécanique : les jonctions intercellulaires qui lient les cellules épithéliales à la fois entre elles et à la lame basale, confèrent aux épithéliums une grande résistance aux stress mécaniques.

#### Exemples d'épithéliums
L'épiderme est un épithélium pavimenteux stratifié (pluristratifié) malpighien kératinisé composé de cellules appelées kératinocytes. La couche la plus profonde en contact avec la lame basale contient des cellules en mitose (assise germinative). Les cellules générées sont repoussées vers les couches périphériques et meurent en accumulant de la kératine, créant une couche protectrice ; par exemple la couche cornée de l'épiderme.

### Renouvellement des épithéliums
Les épithéliums simples se renouvellent par glissement le long de la membrane basale à partir d'une zone germinative contenant des cellules souches.
Les épithéliums stratifiés se renouvellent dans la couche en contact avec la membrane basale qu'on appelle couche germinative.
Certaines cellules épithéliales telles que les hépatocytes du foie se renouvellent à partir de cellules déjà différenciées.

## Épithéliums glandulaires

### Définitions
La fonction glandulaire est assurée par une cellule capable de sécréter une substance qui sera excrétée hors de l'organe où elle est produite : soit dans le sang ou la lymphe (glande endocrine), soit en dehors de l'organisme (glande exocrine comme les glandes sudoripares, les glandes mammaires par exemple) ou dans une lumière de l'organisme (par exemple, sécrétion séreuse de la glande parotide).
Types :
- glande exocrine : sécrétion externe c'est-à-dire le produit de sécrétion est déversé au travers un canal ;
- glande endocrine : sécrétion interne, le produit de sécrétion est déversé directement dans la circulation sanguine ;
- glande amphicrine ou mixte.

Une glande peut être amphicrine, c'est-à-dire à la fois exocrine, et endocrine.
C'est le cas du pancréas (le pancréas exocrine responsable de la sécrétion de suc pancréatique, et le pancréas endocrine, avec les îlots de Langerhans). Le pancréas est donc une glande amphicrine hétérotypique, composée de deux types cellulaires ayant chacun une fonction différente.
Le foie est aussi une glande amphicrine, mais homotypique. Une même cellule a à la fois une sécrétion endocrine (ex. : glycogène) et exocrine (bile).
Cette fonction nécessite deux ou trois étapes : sécrétion (fait d'élaborer une substance, propriété de toute cellule vivante), éventuellement mise en charge, puis excrétion (« livraison » de la substance)

### Modes d'excrétion
- Mode mérocrine : le plus fréquent. La substance est mise en charge dans des vésicules ; quand l'organisme en a besoin, elle est excrétée par diffusion ou exocytose. Il y a maintien de l'intégrité cellulaire. On retrouve ce type de sécrétion dans le pancréas par exemple.
- Mode holocrine : la cellule entière est le produit de livraison ; elle accumule la substance dans son cytoplasme et se détache de l'épithélium. On retrouve ce type de sécrétion dans la glande sébacée.
- Mode apocrine ou holomérocrine : le pôle basal regroupe les organites nécessaires à la sécrétion, le pôle apical se forme progressivement, au fur et à mesure que la substance est produite. Lors de l'excrétion, le pôle apical se fragmente. La cellule peut ensuite reprendre un cycle sécrétoire. On retrouve ce type de sécrétion dans la glande mammaire
- Mode eccrine : le produit de sécrétion sort de la cellule par simple diffusion au travers de la membrane plasmique ou par l'action d'un transporteur. On retrouve ce type de sécrétion dans les glandes sudoripares.

### Remarque sur les glandes exocrines
L'épithélium des glandes exocrines libère sa substance dans une cavité du corps ou vers le milieu externe ; il y a donc obligatoirement un épithélium de revêtement.

### Conclusion
Les épithéliums jouent un rôle fondamental dans le corps humain, chacun ayant une fonction spécifique selon sa structure. Les épithéliums de revêtement protègent, filtrent, et facilitent l'absorption, tandis que les épithéliums glandulaires sont spécialisés dans la production et la sécrétion de diverses substances essentielles à l'organisme. Les deux types d'épithéliums sont indispensables au bon fonctionnement de l'organisme.